# Hö

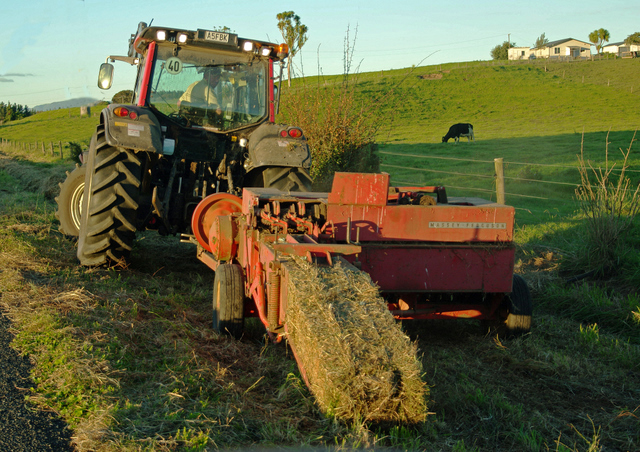
Pressning av höbalar på Nya Zeeland.

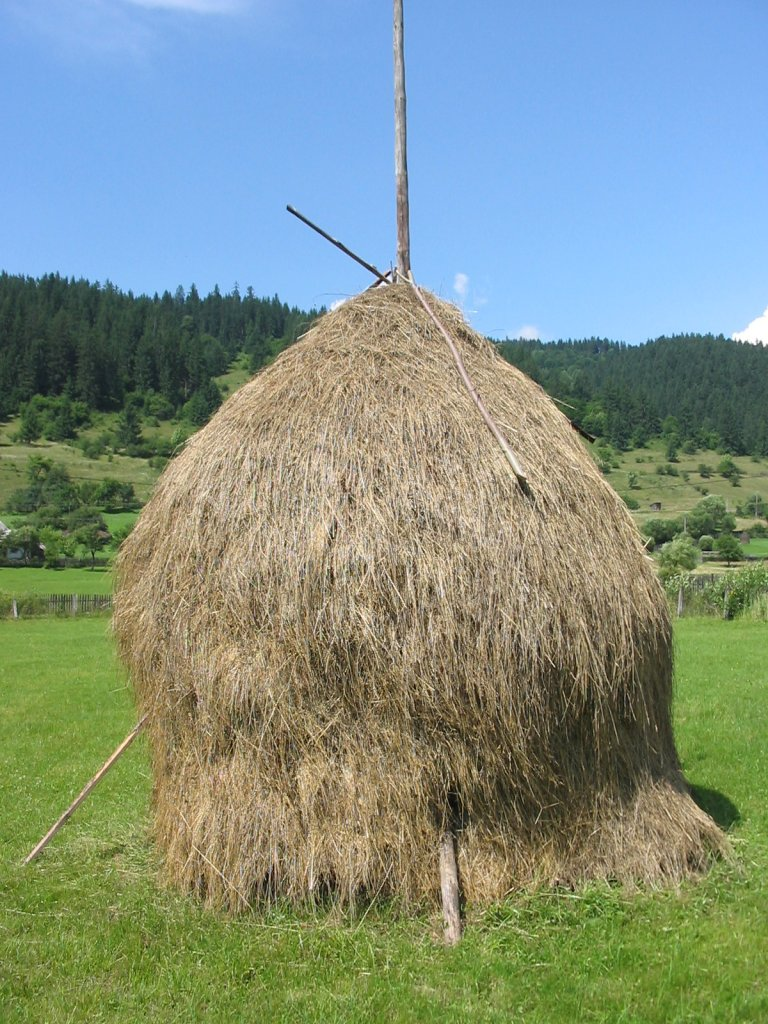
Krake med hö i Rumänien.

Hö är vallfoder som har torkats. Det används som vinterfoder för boskap som står inne mellan betessäsongerna och långtidslagras i regel inomhus i lador (på "höskullen").

## Torkmetoder
Förr torkades höet ute på fältet i någon form av hässja.
Idag görs det i regel "på slag", liggande utbrett på fältet i 3–5 dagar. Höet vänds regelbundet för att snabba på torkningen och pressas sedan samman genom balning med balmaskin till höbalar. Antingen tillverkas löspressade balar som är mindre och fyrkantiga och lämpade att vidarehanteras för hand. Eller så tillverkas stora, hårdpressande rundbalar. Höet kan också tas in och lagras löst på höskullen. Torkning "på slag" är en vädermässigt vanskligare metod än hässjning men är ur arbetssynpunkt betydligt lindrigare.
Oavsett lagringsmetod (småbal, storbal eller löshö) så måste hö lagras fritt från fukt och direkt solljus. Alternativt kan höet sluttorkas inomhus av en skulltork, efter att gräset förtorkats ute 1–2 dagar.
Ordet "hö" kan beläggas i svenska språket sedan yngre fornsvensk tid.

## Användning

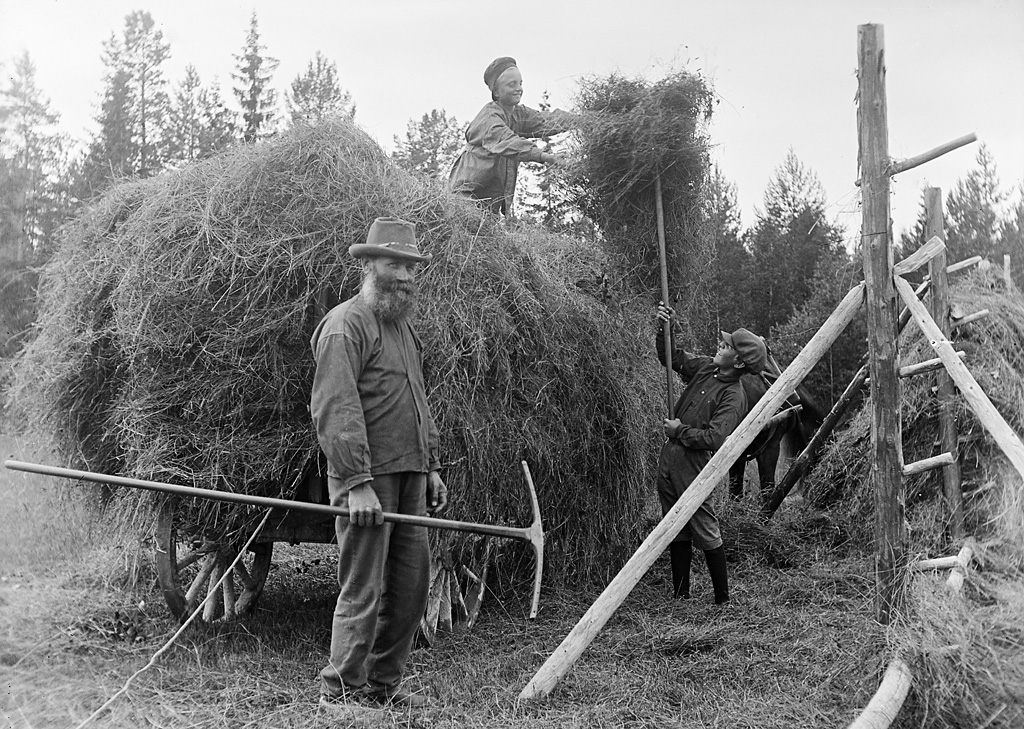
Höbärgning i Almo, 1930-talet. Fotografi av Einar Erici.

Hö fungerar som "vinterfoder" för gräsätare, som hästar, kaniner, kor med flera. Det är en viktig del i djurets mathållning och behövs för att tarmsystemet ska fungera[källa behövs]. När man ger hö till djuret ska man alltid ge mer hö än kraftfoder eller pellets[källa behövs].